# Muuraissaari (ö i Norra Savolax, Varkaus, lat 62,47, long 27,83)
Muuraissaari är en ö i Finland. Den ligger i sjön Unnukka och i kommunen Leppävirta i den ekonomiska regionen  Varkaus ekonomiska region  och landskapet Norra Savolax, i den centrala delen av landet, 300 km nordost om huvudstaden Helsingfors. Öns area är 37,2 hektar och dess största längd är 1,1 kilometer i sydöst-nordvästlig riktning.